# Сајбер-понедељак
Сајбер-понедељак (енгл. Cyber Monday) је маркетиншки израз за трансакције е-трговине у понедељак после Дана захвалности у Сједињеним Америчким Државама. Покренули су га трговци на мало како би подстакли људе да купују преко интернета.